# Aquilegia bertolonii
Aquilegia bertolonii là một loài thực vật có hoa trong họ Mao lương. Loài này được Schott mô tả khoa học đầu tiên năm 1853.

## Hình ảnh

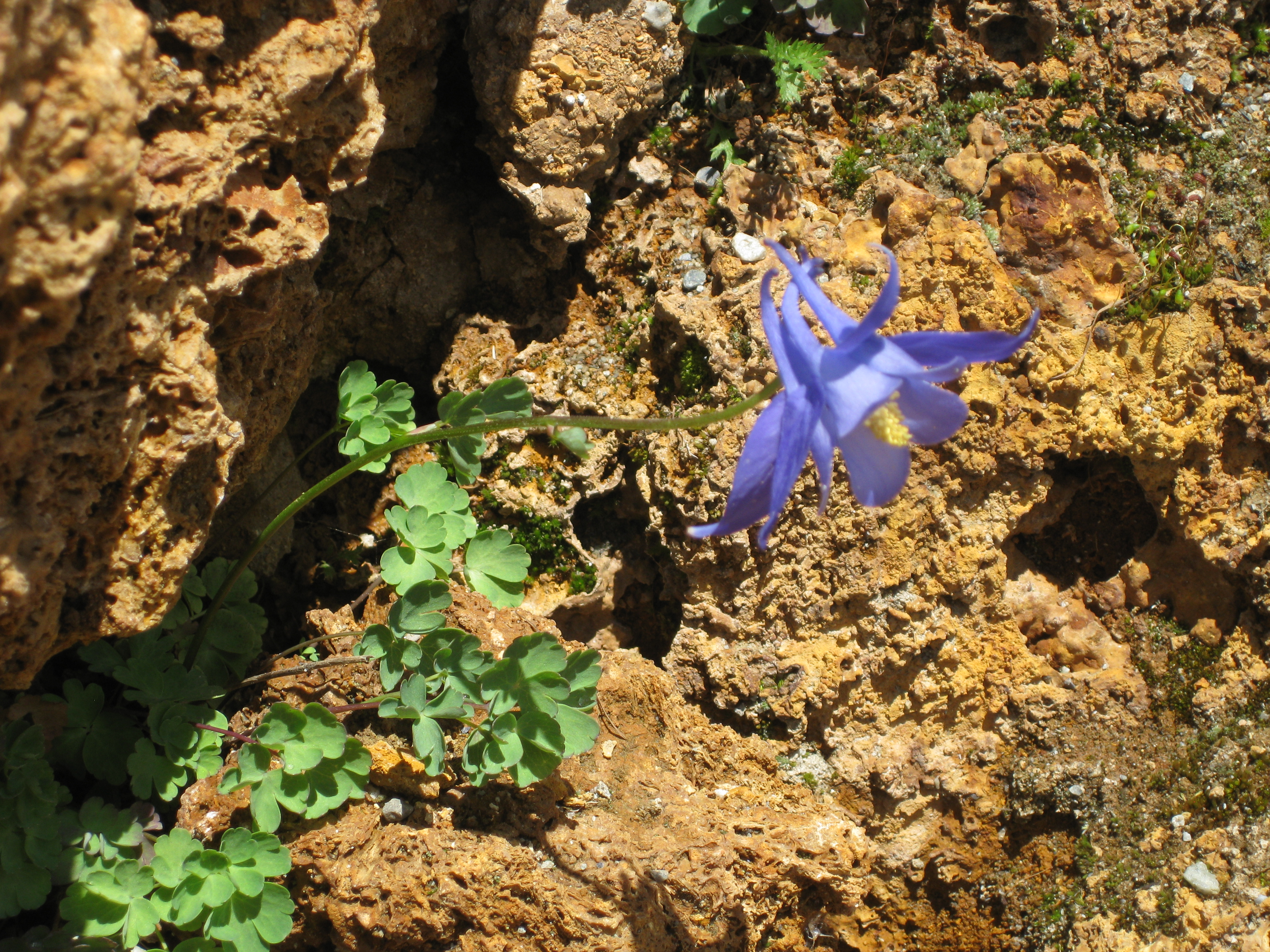
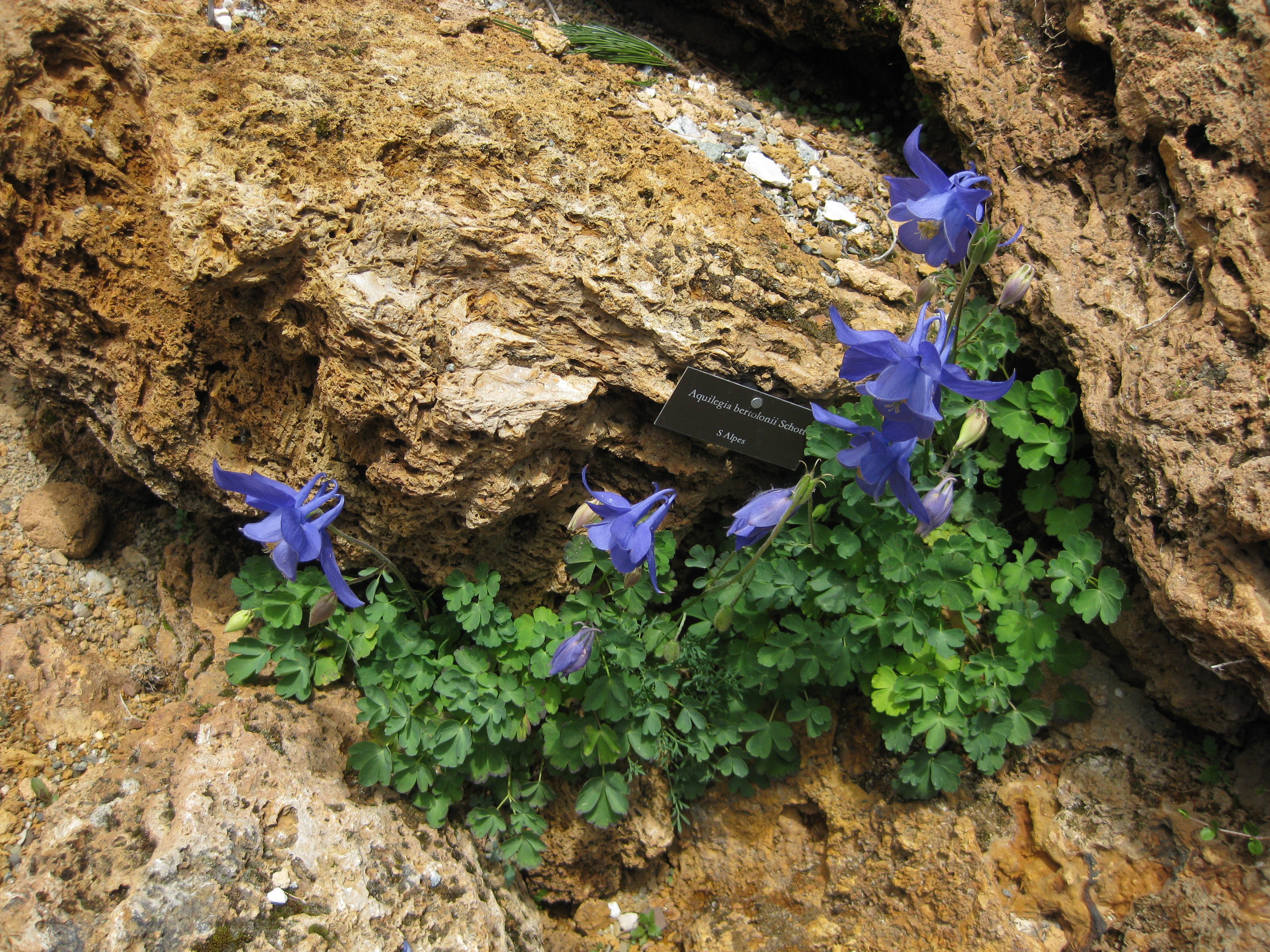
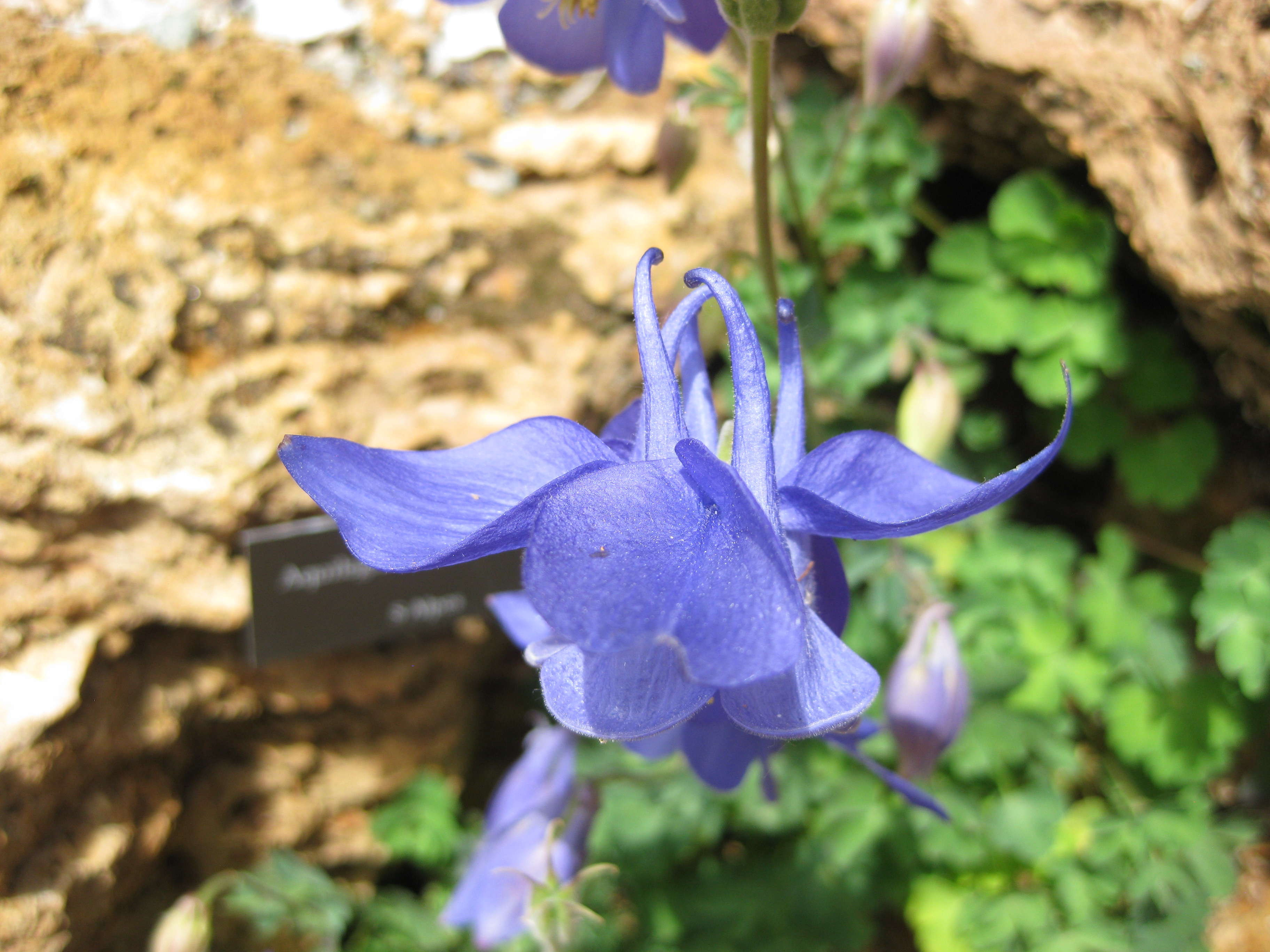